# Мурманский тундровый заказник
Му́рманский ту́ндровый зака́зник — государственный природный заказник федерального подчинения на Кольском полуострове Мурманской области.

## Расположение
Расположен в восточной части полуострова на территории Ловозерского района в районе рек Йоканьга и Варзина, к югу от озера Енозеро.
Границы заказника — северная граница: от точки на левом берегу Варзины в 5 км вниз от её истока на восток на северные оконечности Енозера, озеро Пемъявр, далее по северному берегу озера Нижнее Песочное на восток до северной оконечности озера Верхи, Каниявр и озера Тидейявр, по северному и восточному берегам Тидейявра до истока реки Тидейок, по её левому берегу до места впадения последней в реку Йоканьга, восточная граница: от устья Тидейок по правому берегу Йоканьги вверх до места впадения в Йоканьгу реки Сухая и далее по правому берегу Сухой вверх до устья реки Сёмужья, южная граница: от устья Семужьей вверх по правому берегу Сухой, южному берегу озера Сухое, далее по правому берегу Сухой вверх до её истока, оттуда через водораздел на исток реки Кальмйок, затем от истока вниз по её левому берегу до места впадения в озеро Кальмозеро, западная граница: от устья Кальмйок по западному берегу Кальмозера, левому берегу Йоканьги до устья реки Тичка, по правому берегу Тички вверх до устья ручья, впадающего в Тичку с севера и вверх по этому ручью до истока, затем на север через водораздел до Бабручья, далее по левому берегу Бабручья вниз до впадения последнего в озеро Низъявр, по западному берегу Низъявра на север по западным берегам озёр Аврманъявр, Енозеро до истока Варзины и по левому берегу последней вниз на 5 километров.
Площадь заказника по официальным бумагам — 2950 км², по карте — 3005,2 км². Из них около 240 км² приходится на озёра, их на территории заказника более пятидесяти.

## Описание
Заказник образован 17 июля 1987 года приказом Главохоты РСФСР номер 279. В его основные цели входит: охрана редких и представляющих хозяйственный и культурный интерес животных, проведение научно-исследовательских работ и мероприятий по сохранению животного мира заказника, сохранение общего экологического баланса заказника. На охраняемых землях запрещена охота, рыбалка, сбор грибов, ягод, растений и минералов, любые формы туризма, проезд на механизированном транспорте и любая деятельность, ведущая к загрязнению водоёмов и земель заказника.
Главные объекты охраны: из птиц — куропатки, гуменник, казарки, лебедь-кликун, серый журавль, орлан-белохвост, дербник и сапсан, из зверей — лось, бурый медведь, северный олень, росомаха, норка, горностай, выдра и песец.